# Михаил Чукчуков
Михаил Чукчуков е български историк, просветен деец и общественик от Македония.

## Биография
Михаил Чукчуков е роден на 28 юни стар стил (10 юли нов стил) 1870 година в град Кратово, тогава в Османската империя, днес в Северна Македония. Емигрира в град Кюстендил, където завършва през 1889 година двугодишния педагогически курс на педагогическото и трикласно училище, след което завършва през 1892 година история с втория випуск на Висшето училище в София. След свръшването на образованието работи като учител в училищата, предимно земледелските, в градовете Плевен, Казанлък, Русе, Садово, а от 1901 година преподава в София. Директор е на Четвъртата софийска мъжка и Четвъртата софийска девическа прогимназия към 1909 – 1911 година и на смесената прогимназия в град Пирдоп от 1911 година.
Активен е сред македонската емиграция в България. Поддържа Кратовското благотворително братство в столицата, чийто делегат е на Втория велик събор на македонските братства през 1920 година.
Умира през 1950 година. Погребан е на Централните софийски гробища.